# مخطمة حادة الفلقات
مخطمة حادة الفلقات (الاسم العلمي:†Rhynchonella acutiloba) هي نوع منقرض من عضديات الأرجل تتبع جنس المخطمة من فصيلة المخطمات.